# Winneweer
Winneweer (Gronings: Winneweer, vroeger ook Windeweer) is een dorp dat in het noordoosten van de provincie Groningen (Nederland) ligt, in de gemeenten Groningen en Eemsdelta⁣, precies tussen Delfzijl en Groningen. Het is een klein dorp met 52 huizen en 3 straten: de Stadsweg, de Rijksweg en de Delleweg. De plaats telt volgens het CBS 105 inwoners (2023) en volgens de voormalige gemeente Ten Boer ongeveer 130 inwoners.
Kenmerkend voor het dorp is de bebouwing rond het Damsterdiep, dat Groningen met Delfzijl verbindt. De plaats is genoemd naar een herberg aan de in 1650 aangelegde trekweg langs het Damsterdiep. De toelichting bij de kaart van Hieronymus Sweerts uit 1668 spreekt voor het eerst over Winne-weer, een Logys-plaets en half weegen Delf-zijl. Ten minste vanaf 1777 zetelde hier een overrechter, later een notaris. Rond 1840 wordt Winneweer beschreven als "een gehucht met een welbekende, oude herberg aan het Damsterdiep".
Winneweer behoorde oorspronkelijk tot het kerspel Wittewierum en de buurtschap Oldersum, die een eigen dorpsbestuur had. Bij de nederzetting hoorde ook de boerderij Muda, genoemd naar de middeleeuwse afwateringssluis die hier in het Damsterdiep lag. Iets ten zuiden van Winneweer lag de borg Tammingahuizen; het borgterrein is nog goed herkenbaar.
De naam Winneweer heeft vermoedelijk te maken met de bocht (wende) in het Damsterdiep op de plek waar de Fivel via het sluisje van Muda in het Damsterdiep uitmondde. Volgens een naamgevingssage dankt het dorp zijn naam aan de trekschuiten die van Groningen naar Delfzijl en vice versa voeren. Wanneer men halverwege de route was, werd er gezegd: "Wie winnen weer" oftewel "we winnen weer terrein". Een andere sage verbindt de naam aan het wegvoeren van de kerkklokken van Appingedam naar Groningen in 1580. Halverwege zouden de Groningse wagens in de modder hebben vastgezeten. Toen ze weer loskwamen, riep men: "Wie winnen weer!".
Tot begin jaren1980 stonden er twee fabrieken:
- hout-/ keukenfabriek Nanninga: gevestigd in 1858 naast een in 1853 opgerichte stoomzaag- en korenmolen, dat het tweede huis van het dorp was na de herberg. Het bedrijf was actief tot haar faillissement in 1981. Om dit bedrijf heen is het dorp ontstaan. Na het faillissement werd in 1998 een enorme bodemverontreiniging aangetroffen, die in 2002 deels gesaneerd werd. Van ongeveer 1987 tot 2024 waren sloopbedrijf D-Parts (van Essen) en (vanaf 1994) e-commercebedrijf Winparts gevestigd op een deel van het terrein. Ook zit er een caravanstalling. De kantoren worden gebruikt als woonruimte.
- steenfabriek De Onderneming werd in 1887 opgericht door de familie Sprenger aan de westzijde van de bocht in het Damsterdiep en werd herbouwd in 1902, De fabriek is vrij snel opgenomen in het grotere bedrijf de Verenigde Steenfabrieken Groningen die meerdere bedrijven in eigendom had zoals de fabrieken in Feerwerd,Scheemda,Middelstum,Fraamklap,Zuidwolde en de fabriek in Bedum tot ergens begin jaren 30 van de vorige eeuw. Na de grote brand in 1970 in het ovengebouw is er nogmaals een nieuwe hal neergezet. Er werden onder andere bakstenen en draineerbuizen als ook de bekende NeHoBo stenen gemaakt.De Verenigde was eveneens groot aandeelhouder van de NeHoBo die fabrieken had staan in Druten,Tienray en Heukelom. In 1980 heeft de directie van de Verenigde besloten om de verouderde fabriek te sluiten wegens onder andere een teruglopende vraag naar stenen. Sindsdien is hier een vlooienmarkt gevestigd. Ook zitten er tegenwoordig een loon- en grondverzetbedrijf en een slager.

Beide fabrieken hadden een schoorsteenpijp waardoor de aanblik vanuit de verte erg kenmerkend was. De pijp van de steenfabriek is in 1982 opgeblazen waardoor de aanblik veranderd is. Tussen 1901 en 1920 was er ook korte tijd een melkfabriek gevestigd in de rij woningen aan de Rijksweg 263-267.

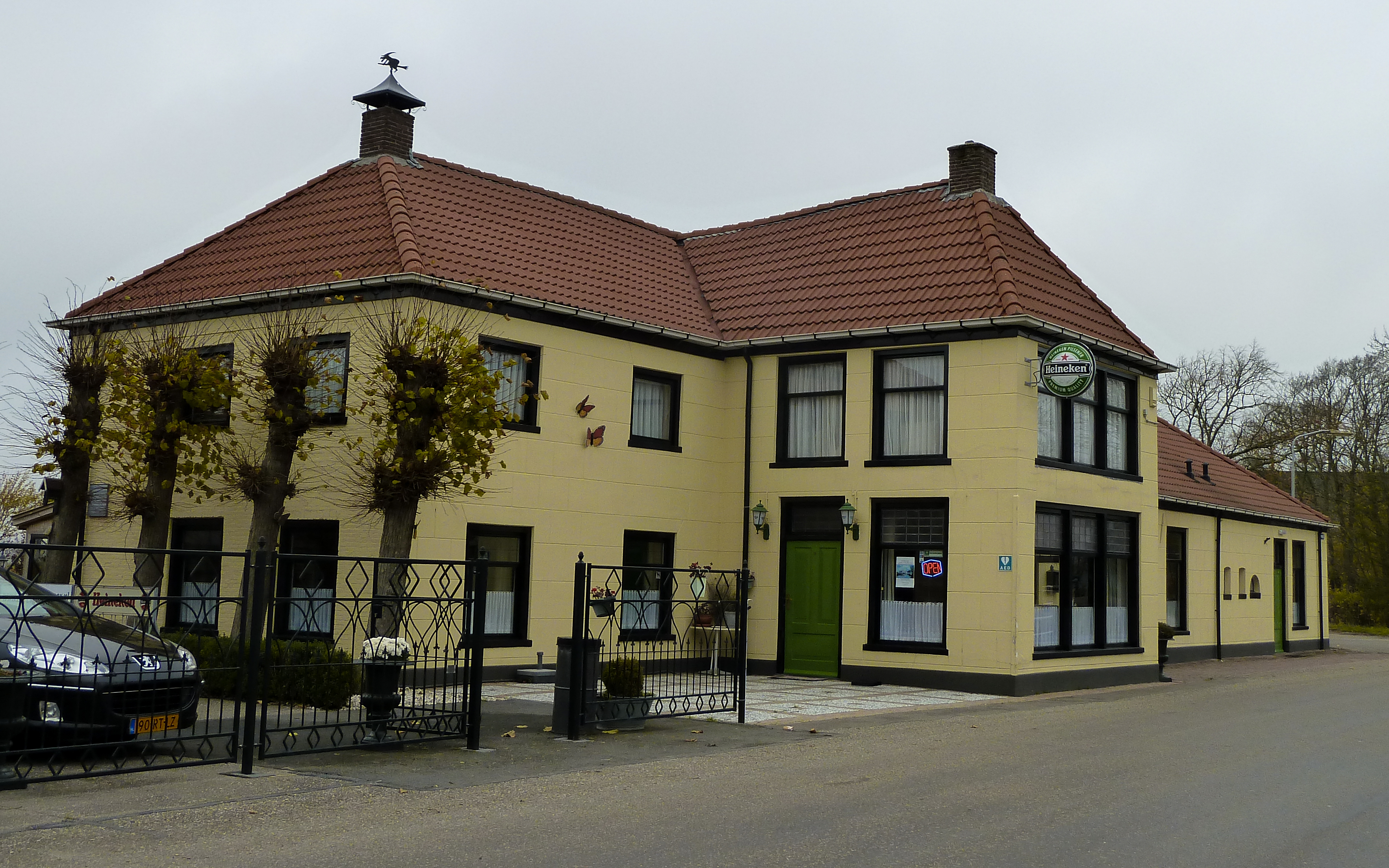
Café Winneweer, het oudste huis van Winneweer, voor het eerst genoemd in 1668 als Logys-plaets. In de 18e eeuw weeshuis en later weer herberg met rechtspraak.
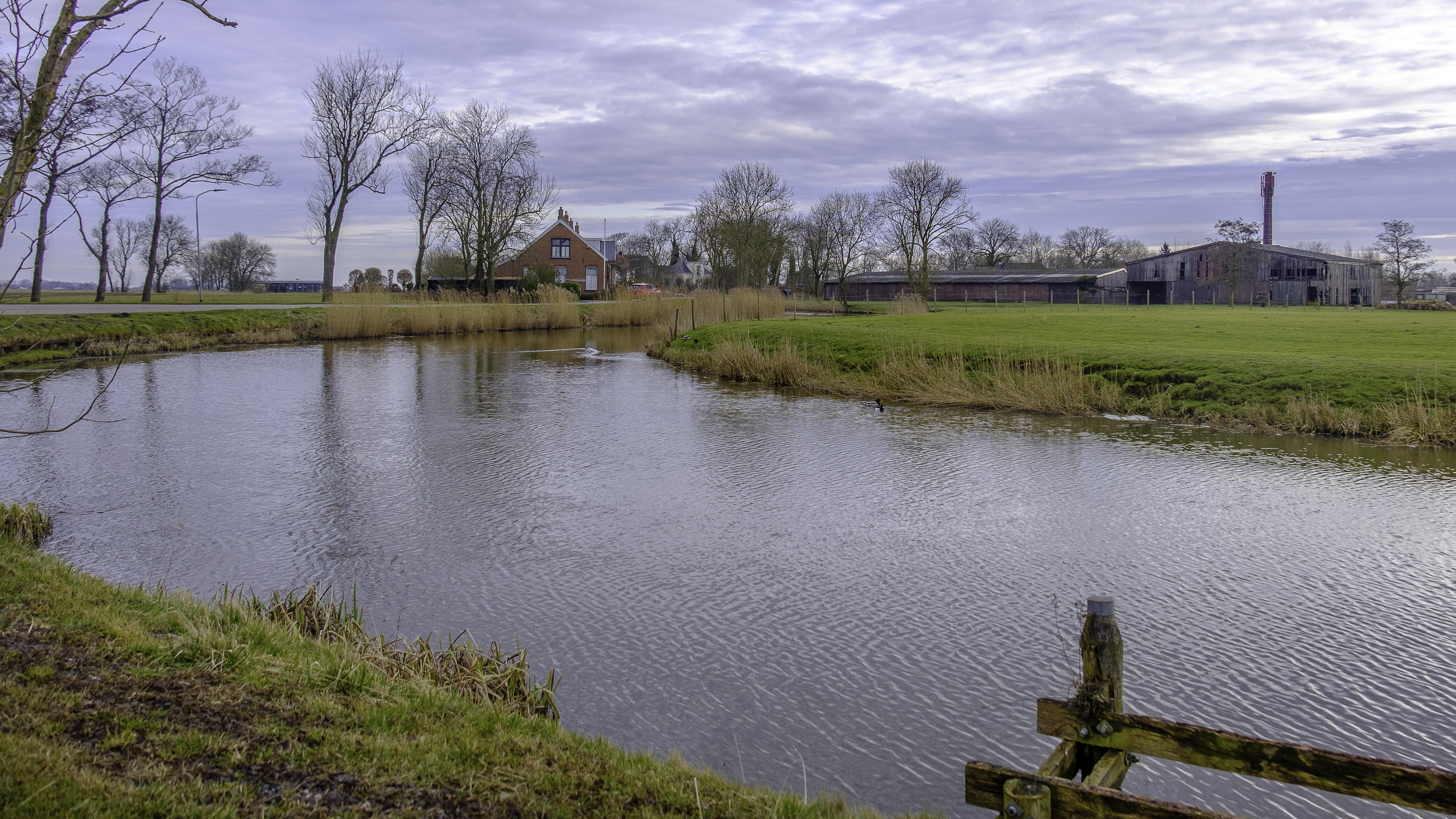
Het Damsterdiep gezien naar Winneweer met rechts de voormalige keukenfabriek met houten loodsen en een restant van de schoorsteenpijp
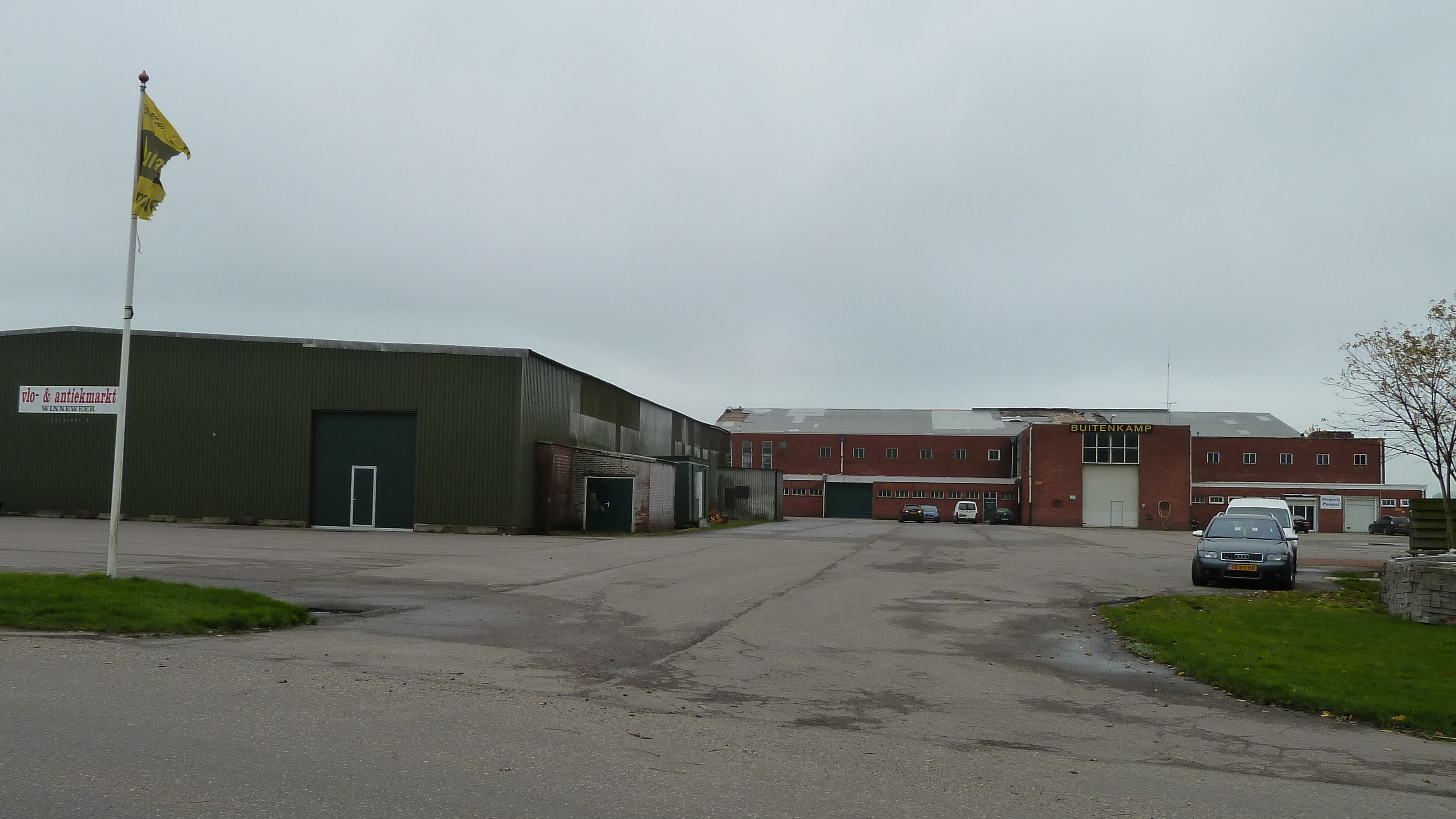
Voormalige steenfabriek
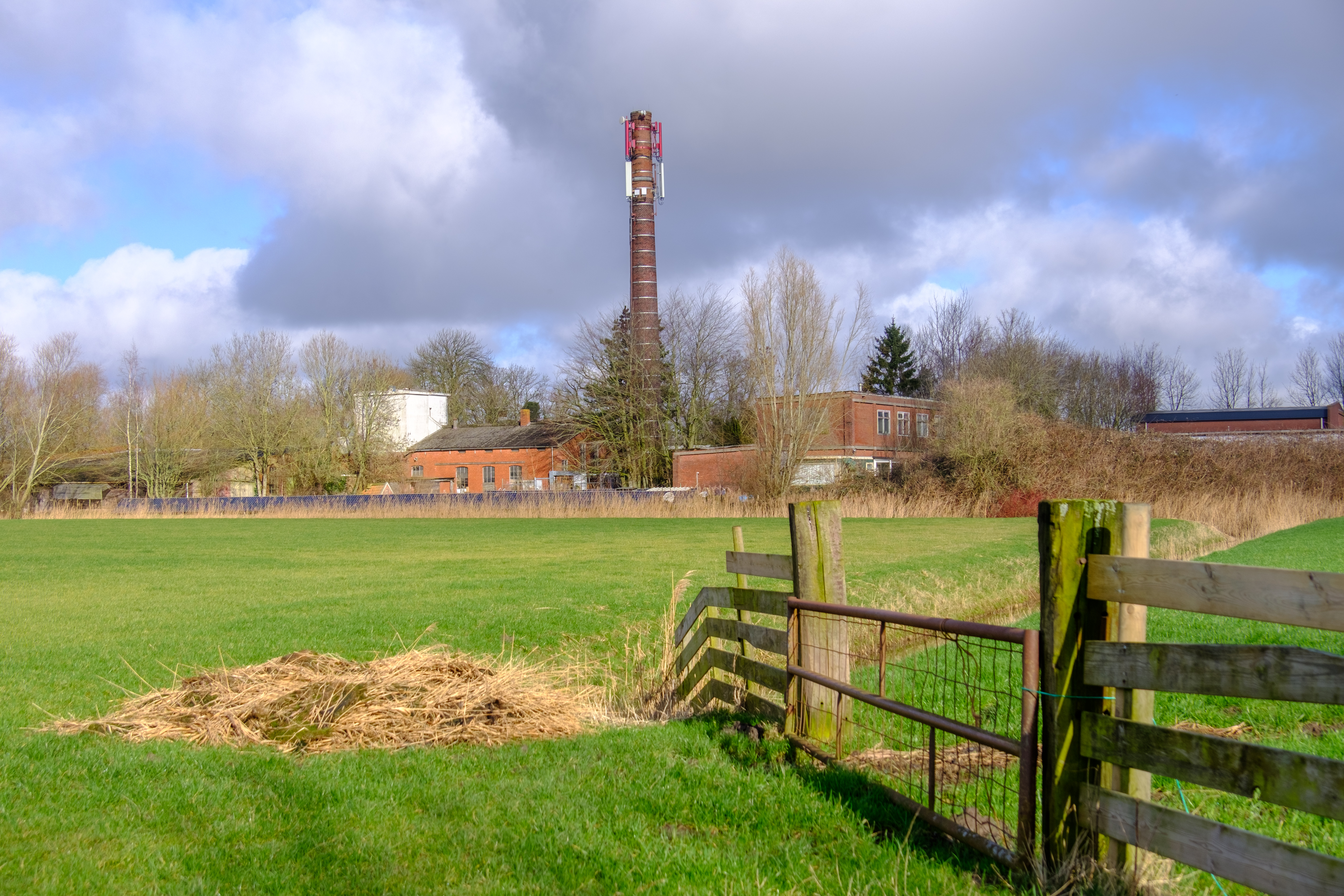
Schoorsteen van de voormalige houtfabriek Nanninga
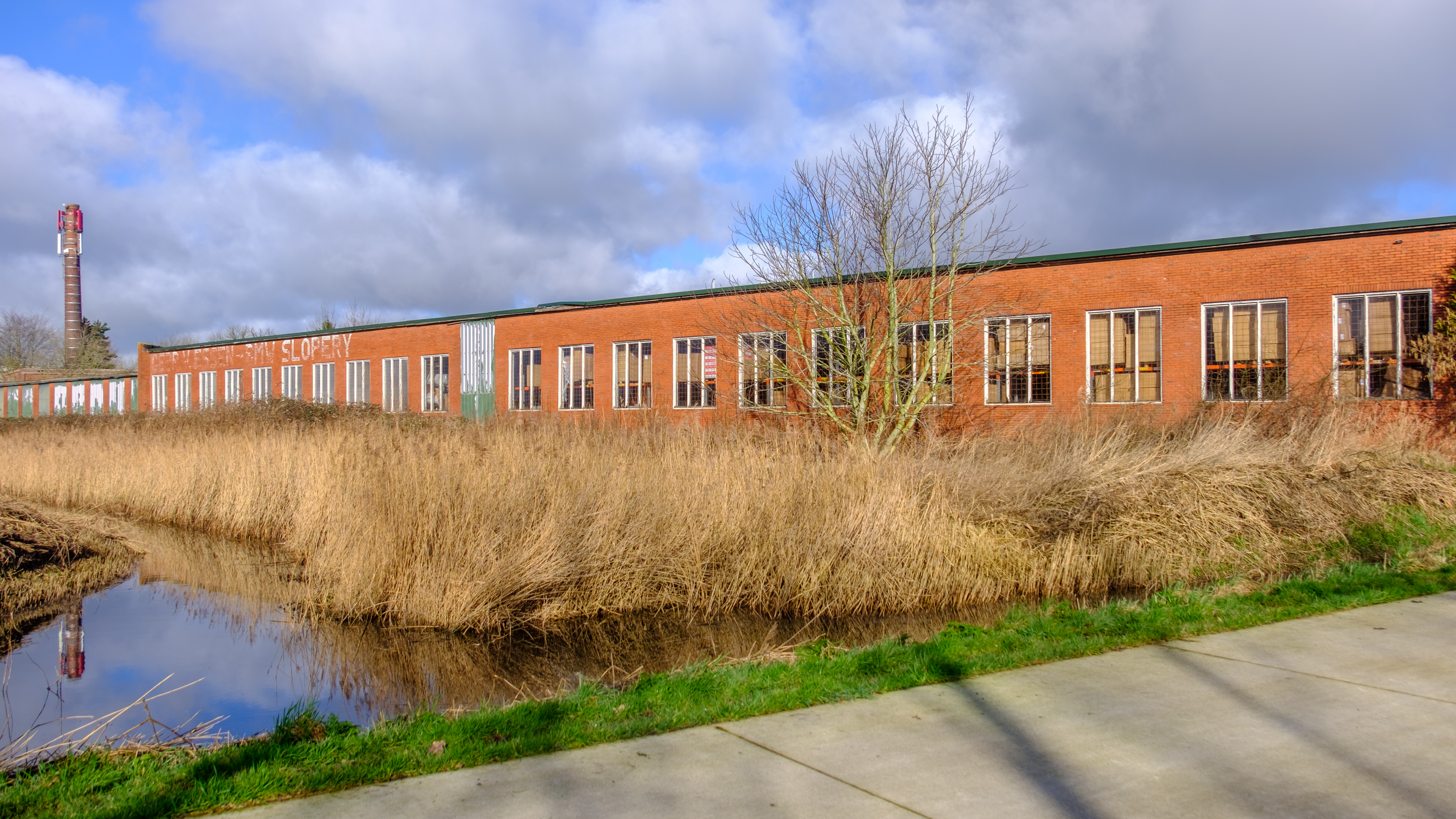
Loodsen van de houtfabriek Nanninga